# Choriolaus latescens
Choriolaus latescens är en skalbaggsart som beskrevs av Bates 1885. Choriolaus latescens ingår i släktet Choriolaus och familjen långhorningar. Inga underarter finns listade i Catalogue of Life.